# Zords in Power Rangers: Jungle Fury
De Zords uit Power Rangers: Jungle Fury zijn Animal Spirits, geesten van dieren die de Rangers kunnen oproepen middels dezelfde speciale kungfu-techniek die ze gebruiken in hun gevechten. De geesten nemen nadat ze zijn opgeroepen een vaste vorm aan en kunnen dan worden bestuurd zoals traditionele zords.

## Animal Spirits
Hieronder volgt een overzicht van alle Animal Spirits uit de serie:
Hoofdzords
| Naam           | Dier          | Ranger        | Beschrijving |
| -------------- | ------------- | ------------- | --- |
| Red Tiger      | Tijger        | Rode Ranger   | De Red Tiger is de Rode Ranger’s primaire zord daar hij ook de Rode Tijger-techniek gebruikt in zijn gevechten. Deze zord vormt het hoofd, lichaam en armen van de Jungle Pride Megazord.                                              |
| Blue Jaguar    | Jaguar        | Blauwe Ranger | De primaire zord van de Blauwe Ranger. Vormt het linkerbeen van de Jungle Pride Megazord, of kan individueel vechten door zich op te rollen tot een bal.                                                                               |
| Yellow Cheetah | Jachtluipaard | Gele Ranger   | De Gele Ranger’s primaire zord. Vormt het rechterbeen van de Jungle Pride Megazord. Gebruikt in gevechten zijn snelheid als wapen. |
| Purple Wolf    | Wolf          | Wolf Ranger   | De Wolf Ranger's zord. Kan een alternatief rechterbeen vormen voor de Jungle Pride Megazord. Gebruikt in gevechten zijn klauwen en staart.                                                                                             |
| Steel Rhino    | Neushoorn     | Rhino Ranger  | De zord van de Rhino Ranger. Deze zord was verborgen in de neushoorn-nexus. Dankzij een dolk die Master Mao hem zes jaar geleden gaf kon de Rhino Ranger de zord doen ontwaken. De zord kan in zijn geheel veranderen in een megazord. |

Extra zords
| Naam           | Dier      | Ranger        | Beschrijving |
| -------------- | --------- | ------------- | --- |
| Green Elephant | Olifant   | Gele Ranger   | De tweede zord van de Gele Ranger. Ze leerde deze zord op te roepen na in de leer te zijn geweest bij Master Phant. Vormt een torsopantser en extra wapen voor de Jungle Pride Megazord. Kan ook een bol oproepen om tegenstanders mee omver te kegelen. |
| Black Bat      | Vleermuis | Blauwe Ranger | De tweede zord van de blauwe ranger. Hij leerde deze zord op te roepen na training door Master Swoop. De Bat Zord kan raketten afvuren op zijn tegenstanders, of combineren met de Jungle Pride Megazord.                                                |
| Cyan Shark     | Haai      | Rode Ranger   | De tweede zord van de rode ranger. Hij leerde deze zord op te roepen na training door Master Finn. De haai kan aanvallen met zijn grote snelheid, en combineren met de Jungle Pride Megazord.                                                            |

Jungle Master zords
| Naam          | Dier     | Ranger        | Beschrijving |
| ------------- | -------- | ------------- | --- |
| Gorilla Zord  | gorilla  | Rode Ranger   | De Gorilla Zord is de zord van de Rode Ranger in diens Jungle Master Mode. Deze zord gebruikt vooral brute kracht in gevechten. Hij vormd de torso, armen en het hoofd van de Jungle Master Megazord. |
| Antelope Zord | Antilope | Blauwe Ranger | De zord van de blauwe ranger in diens Jungle Master Mode. Deze zord is erg snel en wendbaar. Hij vormt het linkerbeen van de Jungle Master Megazord.                                                  |
| Penguin zord  | Pinquïn  | Gele Ranger   | De Gele Ranger’s zord in haar Jungle Master Mode. Vormt het rechterbeen van de Jungle Master megazord.                                                                                                |

Zords van Dai Shi en Camille
| Naam              | Dier     | Ranger  | Beschrijving                                                                  |
| ----------------- | -------- | ------- | ----------------------------------------------------------------------------- |
| Black Lion        | leeuw    | Jarrod  | Jarrod’s zord, die pas aan het eind van de serie voor het eerst wordt gezien. |
| Emerald Chameleon | kameleon | Camille | Camille’s zord.                                                               |

## Jungle Pride Megazord
De Jungle Pride Megazord is de primaire Megazord van de rangers. Ze konden deze megazord oproepen door een hoger vechtniveau te bereiken en zo hun drie zords te combineren.
De Jungle Pride Megazord is gewapend met de Setsukon: een driedelige staf. De Rangers bevinden zich in de Megazord in een speciale kamer waar ze hun vechtbewegingen uitvoeren, en de megazord doet al hun bewegingen na. Zijn aanvallen zijn de Savage Spin en de super Kick.
De Jungle Pride Megazord kan combineren met andere zords voor extra kracht of vaardigheden:
- Jungle Pride with Elephant Power: een combinatie waarbij de Elephantzord extra lichaamspantser vormt. In deze mode is de Jungle Pride Megazord gewapend met de Jungle Mace, een slagwapen die gebruikt wordt om vijanden te vernietigen. Zijn aanval is de Jungle Mace Spin Attack.
- Jungle Pride with Bat Power: een combinatie waarbij de Batzord extra pantser vormt voor de Megazord. Deze combinatie kan vliegen, en gebruikt de vleugels van de Batzord als messen om zijn tegenstanders te verslaan.
- Jungle Pride with Shark Power: in deze mode vormt de haaizord extra pantser voor de megazord. Deze combinatie kan ook onder water vechten, en gebruikt de vinnen van de haai als zwaarden om vijanden te verslaan.
- Wolf Pride Megazord: bij deze formatie neemt de wolfzord de plaats in van de Cheetah als rechterbeen. De staart van de wolf vormt bij deze combinatie een mesachtig wapen aan de voet van de megazord. Om zijn vijand te vernietigen schopt de megazord dit mes met grote snelheid naar zijn tegenstander.
- Wolf Pride with Bat Power: Een combinatie van de wolf Pride Megazord met de vleermuiszord.

## Jungle Master Megazord
De tweede megazord van de rangers, gevormd uit de drie Jungle Master Zords. Net als de Jungle Pride Megazord besturen de rangers hem door hun gevechtsbewegingen uit te voeren in de cockpit. De Jungle Master Megazord gebruikt zijn sterke armen als wapens. Zijn sterkste wapen is de Full Fury Attack. Hierbij draaien zijn armen razendsnel rond terwijl ze in brand staan.
Net als de Jungle Pride Megazord kan de Jungle Master Megazord combineren met de drie extra zords tot respectievelijk Jungle Master with Elephant Power, Jungle Master with Bat Power en Jungle Master with Shark Power.

## Rhino Pride Megazord
De persoonlijke megazord van de Rhino Ranger. Deze megazord transformeerd geheel uit de Steel Rhino zord. Deze zord wordt ook wel de Rhino Warrior Mode genoemd.
De Rhino Pride Megazord is gewapend met een schild en een zwaard, welke gevormd wordt uit de hoorn van de Rhino Zord. Hij is ook zwaarder bepantserd dan de andere megazords. Zijn aanval is de Rhino Blade Slash.

## Jungle Master Stampede
De Jungle Master Stampede is een aanvalsformatie waarbij de Gorillazord plaats neemt op de rug van de Steel Rhino, de wolf zord op het hoofd van de Steel Rhino, en de Penguin en Antilope Zords naast de Steel Rhino mee rennen. De Penguien en Antilope vallen een vijand eerst aan, waarna de Rhino, Wolf en Gorilla de vijand vernietigen met een combinatie van de rhino Blade Slash en Full Fury Attack.

## Jungle Pride Charge
Een variant op de Jungle Master Stampede. Hierbij neemt de Tiger Zord, getransformeerd naar het bovenlijf van de Jungle Pride Megazord, plaats op de rug van de Steel Rhino.
Deze variant kan ook worden gevormd met de Black Lion en Emerald Chameleon. Deze vormen dan extra pantser voor de Tiger Zord.